# Prénom en droit français
Pour un article plus général, voir Prénom.
Cet article fait état des règles relatives au prénom en droit français, y compris sous un angle historique.  

## Histoire
Durant la période révolutionnaire et post-révolutionnaire, de nouveaux prénoms comme Marat, Lepelletier, Robespierre, Paix, Constitution ou Brutus apparaissent pour signifier une adhésion aux idéaux de la Révolution — cette pratique reste cependant minoritaire et disparaît presque totalement après l'an II,.
La loi du 11 germinal an XI (1er avril 1803) régule le choix des prénoms. Les prénoms acceptés par l’état civil sont ceux qui figurent dans les différents calendriers mais aussi ceux des personnages de l'Histoire ancienne.

« À compter de la publication de la présente loi, les noms en usage dans les différens calendriers, et ceux des personnages connus dans l’histoire ancienne, pourront seuls être reçus comme prénoms, sur les registres destinés à constater la naissance des enfans ; et il est interdit aux officiers publics d’en admettre aucun autre dans leurs actes. »

— Article 1er, Loi du 11 germinal an XI
Les articles 2 et 3 de la loi permettent aussi le changement de prénoms hérités de la Révolution, dans un contexte où cette pratique est stigmatisée comme une ferveur irrationnelle ; néanmoins, cette possibilité est peu sollicitée.

## Instruction ministérielle d'avril 1966
L'instruction ministérielle du 12 avril 1966 (Journal officiel du 3 mai 1966) fut une première étape dans la libéralisation du prénom. En effet, celle-ci avait pour objectif d'élargir les possibilités en prônant une interprétation libérale de la Loi du 11 germinal an XI, tout en interdisant les « prénoms de pure fantaisie ou aux vocables qui, en raison de leur nature, de leur sens ou de leur forme, ne peuvent normalement constituer des prénoms : noms de famille, de choses, d’animaux ou de qualités, vocables utilisés comme noms ou prénoms de théâtre ou pseudonymes, vocables constituant une onomatopée ou un rappel de faits politiques. »
Cependant, la loi n'a pas été modifiée et la circulaire ne s'impose nullement aux juridictions.
Avec cette instruction ministérielle, les prénoms répondant aux caractéristiques suivantes peuvent être acceptés par les officiers de l'état civil, sous réserve d'une justification appropriée :
- certains prénoms tirés de la mythologie (tels : Achille, Diane, Hercule, etc.) ;
- certains prénoms propres à des idiomes locaux du territoire national (basques, bretons, provençaux, etc.) ;
- certains prénoms étrangers (tels : Ivan, Nadine, Manfred, James, etc.) ;
- certains prénoms qui correspondent à des vocables pourvus d’un sens précis (tels : Olive, Violette, etc.) ou même à d’anciens noms de famille (tels : Gonzague, Régis, Xavier, Chantal, etc.) ; les prénoms composés, à condition qu’ils ne comportent pas plus de deux vocables simples (tels : Jean-Pierre, Marie-France, mais non par exemple : Jean-Paul-Yves, qui accolerait trois prénoms)[7].

La circulaire préconise « l'admission des prénoms coraniques pour les enfants de Français musulmans », tout en conseillant d'adjoindre un prénom français pour « permettre ultérieurement une meilleure assimilation ».
Les officiers de l’état civil peuvent également accepter les prénoms suivants, mais avec une certaine prudence : 
- certains diminutifs (tels : « Ginette » pour Geneviève, « Annie » pour Anne, ou même « Line », qui est tiré des prénoms féminins présentant cette désinence) ;
- certaines contractions de prénoms doubles (tels : « Marianne » pour Marie-Anne, « Marlène » ou « Milène » pour Marie-Hélène, « Maïté » pour Marie-Thérèse, « Sylvianne » pour Sylvie-Anne, etc.) ;
- certaines variations d’orthographe (par exemple Michèle ou Michelle, Henri ou Henry, Ghislaine ou Guislaine, Madeleine ou Magdeleine, etc.)[7].

## Arrêt de la Cour de cassation du 10 juin 1981
En 1981, une seconde étape est marquée dans la libéralisation du choix du prénom. L'arrêt du 10 juin 1981 de la Cour de cassation énonce que « les parents peuvent notamment choisir comme prénom, sous la réserve générale que dans l’intérêt de l’enfant ils ne soient jugés ridicules, les noms en usage dans les différents calendriers et, alors qu’il n’existe aucune liste officielle des prénoms autorisés, il n’y a pas lieu d’exiger que le calendrier invoqué émane d’une autorité officielle ».
L'officier de l'état civil peut directement refuser un prénom si celui-ci n'est pas conforme à la règle de bienséance. On note notamment que 58 prénoms furent refusés en 1991 et 64 en 1992.

## Loi du 8 janvier 1993
Enfin, depuis la loi du 8 janvier 1993, plus aucune contrainte ne régule le choix du prénom par les parents, même si le prénom choisi ne doit pas remettre en cause l'intérêt de l'enfant. L'officier de l'état civil ne dispose plus du pouvoir d'appréciation sur la recevabilité des prénoms cependant il a toutefois la possibilité d'informer le Procureur de la République s'il lui semble que le prénom porte atteinte aux intérêts de l'enfant.
On relève quelques refus chaque année comme ce fut le cas à la mairie de L'Isle-Adam en 2009. Un couple avait déclaré à la Mairie de L'Isle-Adam leur enfant qu'ils souhaitaient prénommer Titeuf. L'officier de l'état civil a prévenu le Procureur de la République et a fait assigner les parents devant le juge aux affaires familiales de Pontoise qui a ensuite ordonné la suppression du prénom Titeuf de l’acte de naissance. Le juge a donc remplacé Titeuf par son deuxième prénom. Pour leur défense, les parents ont fait observer qu'il existait déjà d'autres Titeuf en France. La liberté du choix du prénom dépend ainsi du zèle des officiers de l'état civil qui agissent selon l'ordre éthique.

## Demande directe à l'officier de l'état civil
Il est désormais possible de changer de prénom en faisant la demande directement à l'officier de l'état civil. Dans le cadre de la loi de modernisation de la justice du XXIe siècle, l'article 56 déjudiciarise la procédure de changement de prénom, la circulaire du 17 février 2017 détaille la procédure par ses fiches techniques, le décret no 2017-450 du 29 mars 2017 modifie en conséquence les dispositions du code de procédure civile et adapte celles du décret no 1974-449 du 15 mai 1974 modifié relatif au livret de famille, la  circulaire du 10 mai 2017 complète par ses fiches techniques la circulaire du 17 février 2017 et la procédure de modification du sexe à l’état civil prévue par les articles 61-5 et suivants du Code civil.

## Affaire du prénom Fañch
Le 11 mai 2017 nait à Quimper un bébé que ses parents décident d'appeler "Fañch", avec son tilde sur le "n". Le procureur de Quimper, invoquant la circulaire du 23 juillet 2014, ci-dessus citée, refuse l'inscription faite par les services de l’état civil de la ville, saisit le juge aux affaires familiales pour supprimer le prénom et, en l'absence d'un nouveau choix par les parents d'un prénom conforme à l'intérêt de l'enfant, en attribue un autre conformément à l'art. 57 du code civil. La Cour d'appel de Rennes infirme, le 19 novembre 2018, le jugement du tribunal de Quimper du 13 septembre 2017 ayant fait droit à la demande du Parquet. Après rejet du pourvoi en cassation, la décision de la cour d'appel devient définitive. Mais le procureur général de Rennes persiste à invoquer la circulaire, en l'absence de texte législatif. Une proposition de loi émanant du groupe Libertés et territoires est débattue le 13 février 2020 à l’Assemblée nationale, visant à l’autorisation du tilde (~) à l’état civil. La loi sur les langues régionales portée par le groupe Écologie-Solidarité-Territoires, est adoptée jeudi 10 décembre 2020 au Sénat. Le vote définitif du texte, après une nouvelle lecture à l’Assemblée nationale, intervient le 08/04/2021. Toutefois, le conseil constitutionnel, saisi, observe qu'en « prévoyant que des mentions des actes de l'état civil peuvent être rédigées avec des signes diacritiques autres que ceux employés pour l'écriture de la langue française, ces dispositions reconnaissent aux particuliers un droit à l'usage d'une langue autre que le français dans leurs relations avec les administrations et les services publics. Dès lors, elles méconnaissent les exigences précitées de l'article 2 de la Constitution. ». L'invalidation de l'art 9 de la loi Molac interdit donc, comme contraire à la Constitution, l'usage des signes diacritiques des langues régionales dans les actes de l'état civil.